# Falling in Love (песня Тайо Круса)
«Falling in Love» — песня британского поп-певца Тайо Круса, выпущенная в качестве восьмого общего сингла и второго сингла со второго переиздания его второго студийного альбома Rokstarr. Сингл был выпущен эксклюзивно в США и Испании и был доступен для цифровой загрузки 15 апреля 2011 года. Музыкальное видео было загружено на YouTube 18 февраля 2011 года.

## Информация о песне
Эш Досандж из NME высказал мнение, что в «Falling in Love» проявился его настоящий талант, а не изменённый вокал, и посчитал эту песню одной из лучших на альбоме, который он в целом оценил только на 4 звезды из 10 возможных. Майкл Вуд из The Phoenix назвал эту песню «мощной балладой».

## Клип
Музыкальное видео было выпущено на YouTube 18 февраля 2011 года. В нём Крус исполняет сингл, сидя за пианино в окне квартиры на первом этаже. Он предшествует исполнению песни там до второго припева, в котором он покидает квартиру и прибывает в частный клуб, где начинает выступать на сцене. Затем огни гаснут, а когда они зажигаются снова, все уже покинули клуб, кроме Круса, который продолжает исполнять песню в одиночку до её завершения. Несмотря на то, что видео не было выпущено в Великобритании и Европе, оно было доступно для просмотра на YouTube на обеих территориях.

## Список композиций
1. «Falling in Love» — 3:32
2. «Falling in Love» (Acoustic Version) — 3:29

## Чарты
В Бельгии «Falling in Love» достигла пятой строчки и смогла оставаться в чартах в общей сложности пять недель. Песня достигла 24-го места, оставаясь в чартах здесь четыре недели.